# Спас-Ухра (Ярославская область)
Спас-Ухра (на топокарте Спасс-Ухра) — деревня, в прошлом село Арефинского сельского поселения Рыбинского района Ярославской области .
Деревня расположена в восточной части поселения, она стоит на левом высоком, выше 30 м берегу реки Ухра, выше по течению и к юго-востоку от центра сельского поселения села Арефино на расстоянии около 7 км. На расстоянии около 500 м к востоку от деревни в Ухру впадает небольшой ручеек, образующий в высоком берегу овраг. На противоположном правом, таком же высоком берегу, выше по течению, на расстоянии около 1 км к северо-востоку стоит деревня Черёмушки. На левом берегу ниже по течению, на расстоянии около 2 км к западу расположена деревня Высоково, через которую лежит дорога к центру сельского поселения Арефино. В противоположном направлении, вверх по левому берегу Ухры эта дорога выходит к деревне Борисково, удалённой на расстояние около 4 км. На расстоянии около 2 км на юг от Спас-Ухра, на левом брегу ручья Пелевин стоит деревня Ананьино, вокруг которой на ручье Пелевин и его притоках группируется ряд небольших деревень .
На плане Генерального межевания Рыбинского уезда 1792 года деревня обозначена как погост Спасъ. В окрестностях погоста обозначен ряд населённых пунктов. К востоку от погоста на другом берегу безымянного ручейка — деревня Софьина , к западу у крутого поворота Ухры  — село Ордино , к юго-звпаду от погоста и к югу от Ордино — деревня Новая .

## Население
| 1859 | 1914 | 2002 | 2007 | 2010 |
| ---- | ---- | ---- | ---- | ---- |
| 14   | ↗18  | ↘2   | →2   | ↗6   |

На 1 января 2007 года в деревне Спас-Ухра числилось 2 постоянных жителя . Почтовое отделение, расположенное в деревне Ананьино обслуживает в деревне Спас-Ухра 8 домов .

## Достопримечательности
В деревне Спас-Ухра находятся памятники истории и культуры:
- Школа, построенная в конце XIX в. - начале XX в.
- Храмовый комплекс Никольской церкви, построенной в 1774 г.
- Храмовый комплекс церкви Преображения, построенной в 1763 г.[13].